# Zunderwäscher

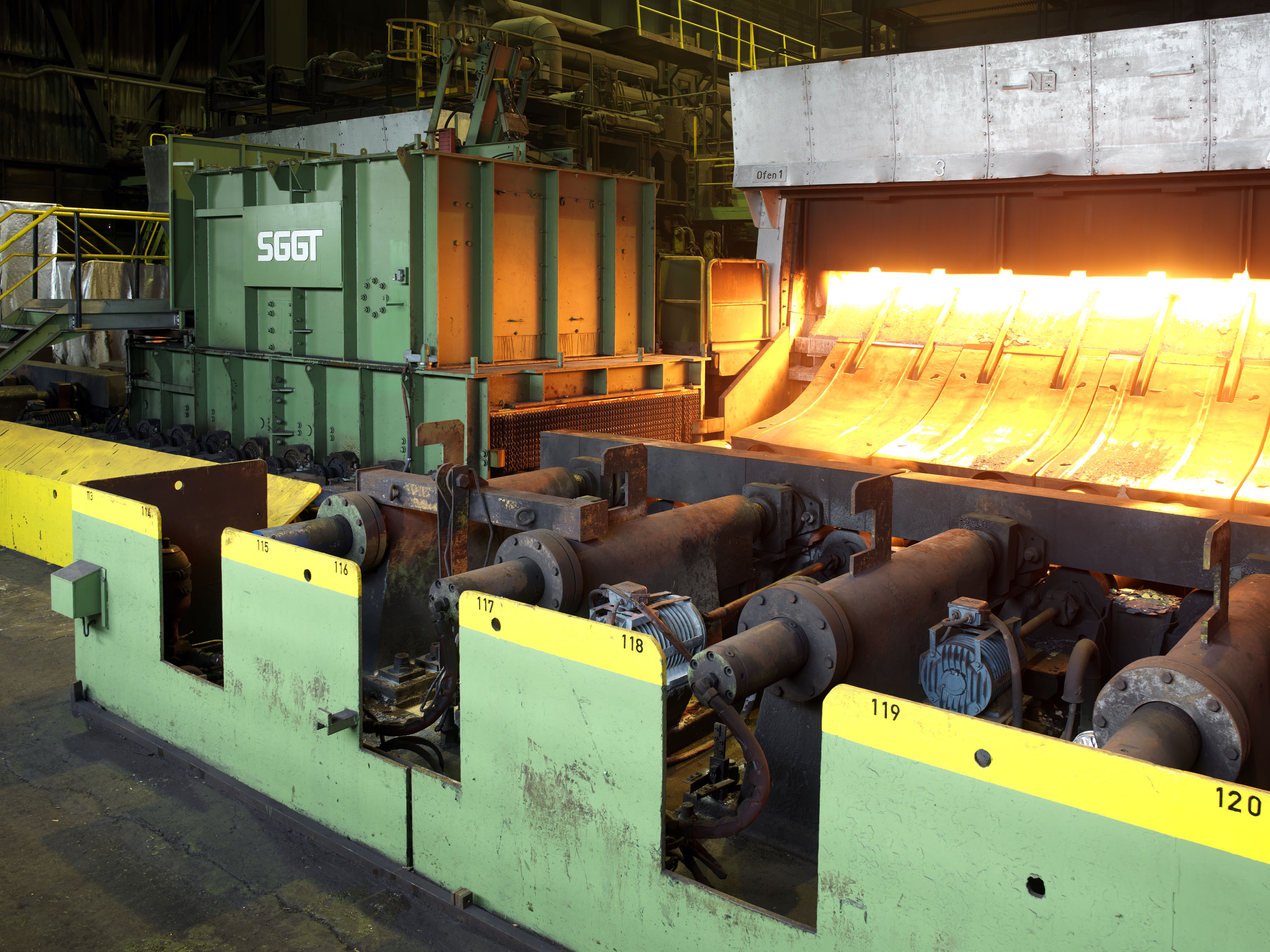
Links im Bild ist der Zunderwäscher einer Grobblechstraße zu sehen, rechts die Austragseite eines Stoßofens

Der Zunderwäscher einer Warmwalzanlage entfernt den Zunder (d. h. Eisenoxid auf der Oberfläche) durch einen Wasserstrahl, um ein Einwalzen des Eisenoxids in das Material zu verhindern. Oft sind in Walzstraßen Zunderwäscher von vorneherein eingebaut.
Ein anderes Verfahren, um Zunder zu entfernen, ist Beizen.